# Praprotno seme
Praprotno seme je slovenska ljudska pravljica, ki jo je leta 1988 za zbirko Čebelica zapisal Andrej Benigar.

## Kratka vsebina
Praprot je ena izmed rastlin, ki ima čudežno moč. Vendar pa je nima celotna rastlina, temveč samo seme. Moč semena je največja ob kresu, ko je dan najdaljši in noč najkrajša. Znjim je povezana tudi ta zgodba.
Neki gospodar je imal hlapca. Bil je vroč dan in ves dan sta na travniku kosila. Ko sta se zvečer utrujena vrnila domov, je gospodar ukazal hlapcu, naj žene oba vola na pašo, ker gredo naslednji dan po seno na najbolj oddaljen travnik. Čeprav je bil hlapec močno utrujen in zaspan, je ubogal gospodarja. Ko je vola prignal na pašnik, se je truden ulegel in zaspal.
Ko pa se je zbudil, volov ni bilo več. Hitro je skočil na noge in ju odšel iskat. Dolgo je hodil in bil je še bolj utrujen, saj je bila pot strma. Preklinjal je in grozil, da bo vola pretepel, ker sta se mu skrila. Na svoje veliko veselje pa ju je kmalu zagledal, kako sta mirno ležala med praprotjo in prežvekovala. Potiho se je priplazil do njiju in se pripravljal, da ju bo pretepel. Ko pa je zaslišal, da se pogovarjata, se je močno prestrašil.
Stari vol je govoril mlajšemu, kako je lahko srečen, ker bo še dolgo časa živel in še dolgo služil gospodarju. Žalosten je bil, ker je vedel, da bo moral naslednjo jesen poginiti, ter da bodo njegovo meso pojedli. Ko je to govoril, se mu je debela solza udrla po licu. Nato je nadaljeval in povedal, da bo mlajši vol prihodnjo pomlad delal z novim volom. Ko bodo orali za repo, pa se bo izpod zemlje prikazala velika in strašna kača. Gopodarja, ki bo ravno oral, bo smrtno pičila v nogo.
Mlajši vol ga je vprašal, če gospodarju nihče ne bo mogel pomagati in stari vol mu je odgovoril, da gospodarja reši lahko le hlapec. Reši pa ga lahko le če bo kačo, brž ko se bo prikazala, udaril z gorjačo. 
Nato pa se je stari vol spomnil, da ju hlapec najbrž že išče in da je najbolje, da gresta domov, preden ju najde in pretepe. Ko sta vola odšla, je šel hlapec mirno in pohlevno za njima, še dotakniti si ni upal nobenega, tako se je bal.
Ko je prišla jesen, je gospodar res prodal starega vola in kasneje so ga res odpeljali v klavnico. Tudi spomladi, ko so orali za repo, se je zgodilo natačno tako, kot je pripovedoval stari vol na kresni večer. Kača je prilezla izpod zemlje, ter z odprtim gobcem šla proti gospodarju. Toda hlapec je bil pazljiv in jo je z gorjačo pokončal. Ko je gospodar videl, kako čudežno, ga je hlapec rešil, ga je vprašal, kako je vedel da bo prišla kača. Takrat mu je hlapec povedal, kako je slišal vola govoriti. 
Vendar pa hlapec ni vedel, zakaj ju je lahko ravno takrat slišal. Ni namreč vedel, da se mu je v škornje vsulo praprotno seme. Še dobro, da ni vedel, saj sicer nebi slišal volove prepokbe.

## Analiza pravljice
Pravljica Praprotno seme ima številne značilnosti ljudske pravljice.
- Literarne osebe: stari vol, mlajši vol, hlapec in gospodar
- Kraj dogajanja: ni znan, sklepamo lahko, da se dogaja na podeželju
- Čas dogajanja: ni znan
- Pripovedovalec: tretjeosebi oziroma vsevedni
- Motivi: motiv moči praprotnega semena na Ivanje oziroma Kresno noč, motiv ljudskega verovanja, motiv govorečega živalskega čudežnega pomočnika, motiv kače
- Najpomembnejši dogodek:hlapec sliši kako se vola pogovarjata, da bo kača skušala ubiti njegovega gospodarja

V pravljici nobena izmed oseb nima imena.V njej se pojavi čudežni predmet, praprotno seme.
Konec je srečen. Dobro zmaga nad zlim, saj hlapec ubije kačo in reši gospodarja.
- Kresna noč

Kresno noč praznujemo po starem poganskem izročilu kot praznik, ki nakazuje začetek obdobja, ko je Sonce najbolj oddaljeno od ekvatorja in ima največjo moč. V krščanstvu se praznuje praznik Sv. Janeza Krstnika 24. junija, pogani pa so takrat častili Kresnika.
Stari Slovani že v predkrščanskem času praznovali dan po poletnem sončnem obratu. Dobrodelno Sonce so častili kot boga in njemu v čast so zažigali na kresni večer velike kresove. Okrog njih so plesali, jih preskakovali in rajali. V dobi pokristjanjevanja je ta praznik pridobil ime Ivanovo ali Ivanje, na čast svetega Ivana, ali, kot ga po imenu bolje poznamo, svetega Janeza Krstnika.
Poseben pomen je nekdaj na kresni večer imelo praprotno seme, ki naj bi imelo čudežno moč, pa tudi praprot nasploh. Marsikje so jo na kresni večer potresali po hiši. Ponekod so verjeli, da bo na tej praproti prespal na svojem potovanju to noč sam sveti Janez.

## Interpretacija glavnih junakov
V pravljici Praprotno seme nastopa malo število oseb.
Najbolj pomembno vlogo ima stari vol, ki pradstavlja motiv govorečega živalskega čudežnega pomočnika. Ima nadnaravne moči, saj natančno ve, kaj se bo zgodilo v prihodnosti. Je zelo pameten in nesebičen, saj kljub temu, da ve da bo on moral umreti, še vedno vsem želi le dobro.
V pravljici nastopa tudi mlajši vol, ki je zelo poslušen. Ko mu starejši kolega govori, kaj se bo zgodilo, ga pozorno posluša. Gospodarja ima rad, saj se zanj zboji in hoče izvedeti, kdo ga lahko reši.
Najpomembejšo človeško vlogo v pravljici ima hlapec. Je delaven in poslušen, saj naredi vse, kar mu gospodar naroči. Do volov se obnaša zelo agresivno, saj ju preklinja in ju želi pretepsti. Vendar pa se njegovo obnašanje močno spremeni, ko sliši, da se vola pogovarjata. Od takrat naprej, si ju ne upa niti dotakniti. Gospodarju je močno predan, saj se zanj zelo ustraši. Ko orjejo za repo neprestano gleda, kdaj se bo prikazala kača, in jo pravočasno pokonča. Na koncu pravljice je junak, saj reši gospodarja. Vendar pa je zelo pravičen, saj prizna, da je za kačo vedel že vnaprej, saj je slišal starega vola, kako je na kresno noč, govoril, kaj se bo zgodilo.
V pravljici pa nastopa tudi gospodar. Do volov in do hlapca je precej neusmiljen. Hlapcu kljub napornemu dnevu naloži še dodatno delo. Vendar pa mu je hvaležen, ko mu reši življenje.

## Interpretacija pravljice po strukturalistčnem pristopu
Najpomembnejši predstavnik stukturalističnega pristopa je Vladimir Propp, ki je leta 1928 izdal knjigo Morfologija pravljice. V njej je zapisal, da so funkcije stalnice v pravljicah, ne glede na to, kdo in kako jih izvršuje. V pravljici je število funkcij omejeno (31), njihovo zaporedje pa je vedno enako. Funkcije oseb so nespremenljive, spreminjajo se lahko le osebe. Menil je tudi da v pravljicah nastopa sedem vrst oseb (nasprotnik, darovalec, pomočnik, carična (vrednota), pošiljatelj, junak, lažni junak).
V pravljici Praprotno seme najdemo naslednje značilnosti strukturalističnega pristopa:
- FUNKCIJE OSEB:
  - I. Eden od članov družine odide od doma - 3.Od doma odide lik mlajše generacije.

Hlapec odide od doma in pelje vola na pašnik.
- - IX. Junak izve za nesrečo ali manko, nekdo se nanj obrne s prošnjo ali ukazom, ga nekam pošlje - 4. Junak izve za nesrečo

Hlapec posluša, kako se vola pogovarjata in izve, da bo prihodnjo pomlad kača pičila njegovega gospodarja.
- - X. Iskalec privoli ali se odloči za odpor

Čeprav ta dejavnik v pravljici ni omenjen z besedami, se je hlapec podzavestno odločil, da bo rešil svojega gospodarja in z gorjačo ubil kačo.
- - XIV. Junak prejme čudežno sredstvo - 5. Junak po naključju naleti na čudežno sredstvo

Ko se je hlapec potiho približeval voloma, ki sta ležala med praprotjo, ni vedel, da mu je v škornje padlo praprotno seme. Seme pa je bilo razlog da je lahko slišal, kaj sta se vola pogovarjala in tako izvedel, da bo kača skušala pičiti njegovega gospodarja.
- - XVI. Junak in škodljivec se neposredno spopadeta - 1.Spopadeta se na ravnem polju

Ko so orali za repo, je kača prilezla iz zemlje in  z odprtim gobcem šla proti gospodarju. Vendar je bil hlapec pripravljen in jo je napadel z gorjačo.   
- - XVIII.Škodljivec je premagan - 1.Premagan je v neposrednem boju

Hlapec kačo ubije z gorjačo.
- OSEBE:

V pravljici Praprotno seme ni vseh sedmih oseb, ki jih je naštel Propp:
- - Junak je hlapec, saj reši svojega gospodarja in ubije kačo.
  - Pomočnik je stari bik, ki je nevede hlapca opozoril na kačo, ki bo skušala ubiti njegovega gospodarja.
  - Vrednota je gospodar, saj se hlapec trudi rešiti njegovo življenje.
  - Nasprotnik je kača, ki skuša ubiti gospodarja.
  - Darovalec bi bila lahko praprot, saj je ta »podarila« hlapcu semena, zaradi katerih je lahko slišal pogovor volov.

## Motivno-tematske povezave
Glavni motiv v pravljici Praprotno seme je motiv moči praprotnega semena na Ivanje oziroma Kresno noč. Ravno na ta dan ima praprotno seme posebno moč, da tisti, ki ga ima na sebi, razume kaj se pogovarjajo živali. Enak motiv srečamo tudi v Pravljici o potepuhu.
Potepuh je bil nesrečen mladenič, ki ga je mačeha sovražila. Ravno tako, kot hlapec, si je nevede v žepe nabral praprotno seme in se na kresno noč pogovarjal z volom, ki so ga naslednji dan zaklali. Ker je bil Potepuh vedno dober z volom mu je ta povedal, da naj, ko ga bodo zaklali iz njegovega želodca vzame skrite predmete. Potepuh jih je res vzel. Našel je tri čudežne predmete: vrv, ki je nihče ni mogel odvezati ali pretrgati, puško, s katero je zadel vse kar je ciljal in javorjeve gosli, s katerimi je upijanil vse, ki so poslušali. Nato je odšel po svetu in srečno živel.

## Izdaje
- Benigar Andrej: Praprotno seme, zbirka Čebelica, Mladinska knjiga, Ljubljana 1988. (COBISS)
- Zlata ptica: slovenske ljudske pravljice, zvočna kaseta, Obzorja, Ljubljana 2001. (COBISS)
- Zlata ptica: slovenske ljudske pravljice, zvočni CD, Obzorja, Ljubljana 2001. (COBISS)